# Юньси (Юэян)
Юньси́ (кит. упр. 云溪, пиньинь Yúnxī) — район городского подчинения городского округа Юэян провинции Хунань (КНР). 

## История
Во времена империи Сун в 994 году был создан уезд Ванчао (王朝县), в 996 году переименованный в Линьсян (临湘县), и в этих местах разместились уездные власти.
После образования КНР в 1949 году был создан Специальный район Чанша (长沙专区), и уезд вошёл в его состав. В 1952 году Специальный район Чанша был переименован в Специальный район Сянтань (湘潭专区). 
В 1964 году был образован Специальный район Юэян (岳阳专区), и уезд перешёл в его состав. В 1970 году Специальный район Юэян был переименован в Округ Юэян (岳阳地区). Постановлением Госсовета КНР от 8 февраля 1983 года округ Юэян был расформирован, и уезд был передан в подчинение властям Чанша, но уже 13 июля 1983 года ситуация была отыграна обратно.
В апреле 1984 года эта часть уезда Линьсян была передана в состав города Юэян, и на ней был образован Северный район.
Постановлением Госсовета КНР от 27 января 1986 года был вновь расформирован округ Юэян, а входившие в его состав уезды были объединены с городом Юэян в городской округ Юэян.
Постановлением Госсовета КНР от 16 марта 1996 года старое деление Юэяна на районы было упразднено, и Северный район был переименован в район Юньси.

## Административное деление
Район делится на 1 уличный комитет и 3 посёлка.